# Акши (Алакольский район)
Акши (каз. Ақши) — село в Алакольском районе Жетысуской области Казахстана. Входит в состав Ыргайтинского сельского округа. Код КАТО — 193477200.
Село расположено на берегу озера Алаколь, несколько турбаз и домов отдыха.

## Население
В 1999 году население села составляло 728 человек (375 мужчин и 353 женщины). По данным переписи 2009 года, в селе проживало 578 человек (284 мужчины и 294 женщины).

## История
Образовано в результате слияния совхоза Акчи и села Балыкши